# US Esch
Union Sportive Esch ist ein luxemburgischer Fußballverein aus Esch an der Alzette.

## Geschichte
Der Verein wurde 1913 gegründet. In der Spielzeit 1925/26 gehörte US Esch für eine Saison der höchsten luxemburgischen Spielklasse, der Nationaldivision an. Nach der deutschen Besetzung Luxemburgs 1940 wurde der Verein in Eintracht Esch umbenannt. 1944 erfolgte die Rückbenennung. 1948 gewann US Esch durch ein 4:3 über Rapid Neudorf den früheren Coupe FLF, den nationalen Pokalwettbewerb für Vereine der 1., 2. und 3. Division (dritte bis fünfte Spielklasse). In den folgenden Jahren stieg US Esch bis in die Fünftklassigkeit ab und spielte lediglich in der Saison 1952/53 noch einmal in der Ehrenpromotion. Seitdem pendelte der Verein zwischen der dritten und fünften Spielklasse. Im Jahr 2014 standen die Escher erneut im Finale der Coupe FLF, wo sie FC Titus Lamadelaine mit 2:3 nach Verlängerung unterlagen. 2015 verpasste Union Sportive den Aufstieg in die Ehrenpromotion durch eine 5:6-Niederlage nach Elfmeterschießen im Barragespiel gegen den FC Monnerich. In der Saison 2015/16 gelang schließlich der direkte Aufstieg.  Bereits drei Spieltage vor Ende der Saison 2016/17 waren die Escher vorzeitig nicht mehr von einem direkten Aufstiegsplatz zu verdrängen und schafften den Durchmarsch in der Ehrenpromotion sowie die damit verbundene Rückkehr in die höchste Spielklasse nach 92 Jahren. Zudem erreichte Union Sportive zum ersten Mal in der Vereinsgeschichte das Halbfinale der Coupe de Luxembourg, wo der Club vor heimischer Kulisse dem späteren Pokalsieger F91 Düdelingen mit 0:3 unterlag. Zu Beginn der Saison 2017/18 wurde die Spielstätte Zone d’activité Lankhelz im Ortsteil Lallingen mit Stehtribünen ausgestattet, um die Auflagen der BGL Ligue zu erfüllen. Die Saison verlief desaströs. Der 2:1-Sieg bei Victoria Rosport am 4. Spieltag sollte der einzige im gesamten Saisonverlauf bleiben. Mit nur vier Punkten aus 26 Spielen stand Union Sportive bereits vier Spieltage vor Ende der Spielzeit als erster Absteiger fest. Sechs Jahre später stieg der Klub nach dem vierten Abstieg sogar bis in die fünftklassige 3. Division ab.